# Syllepte spretalis
Syllepte spretalis là một loài bướm đêm trong họ Crambidae.